# Bryocodia mediana
Bryocodia mediana là một loài bướm đêm trong họ Noctuidae.